# クライム・ヒート
『クライム・ヒート』（原題: The Drop）は、2014年にアメリカ合衆国で製作されたクライムドラマ映画。デニス・ルヘインの小説『ザ・ドロップ』を原作にしており、ルヘインは本作の脚本も手掛けている。ミヒャエル・R・ロスカムが監督を務めた。出演はトム・ハーディ、ノオミ・ラパス、ジェームズ・ガンドルフィーニ。ガンドルフィーニは公開前の2013年に死去したため、本作が彼の遺作となった。
日本では劇場公開されずビデオスルーとなった。

## ストーリー
ニューヨークブルックリン。そこでバーを営むボブとマーヴには、チェチェン・マフィアの大金を預かる「銀行」という裏の顔があった。
ある日、二人組の強盗に襲われた二人はマフィアの大金を奪われてしまう。当然マフィアは二人に金を返すよう要求してくるが、そんな大金を二人が用意できるはずもなかった。途方に暮れるボブだったが、強盗事件には意外な真相が隠されていた。

## キャスト
※括弧内は日本語吹替。
- ボブ・サギノフスキ - トム・ハーディ（宮内敦士）
- ナディア・ダン - ノオミ・ラパス（浅野まゆみ）
- カズン・マーヴ - ジェームズ・ガンドルフィーニ（石住昭彦）
- エリック・ディーズ - マティアス・スーナールツ（上田燿司）
- トーレス刑事 - ジョン・オーティス（玉野井直樹）
- ロムジー刑事 - エリザベス・ロドリゲス
- チョヴカ - マイケル・アロノフ（英語版） (咲野俊介)
- アンドレ - モーガン・スペクター
- ラーディ - マイケル・エスパー（英語版）
- リーガン神父 - ロス・ビッケル
- フィッツ - ジェームズ・フレッシュヴィル（英語版）
- ブリエル - トビアス・シーガル（英語版）
- ミリー - パトリシア・スクワイア
- ドッティー - アン・ダウド
- ジミー - クリス・サリヴァン

## 評価
本作は批評家から好意的に評価されている。映画批評集積サイトのRotten Tomatoesには190件のレビューがあり、批評家支持率は89%、平均点は10点満点で7.1点となっている。「『クライム・ヒート』は同じテーマの映画は沢山あるが、脚本と優れた俳優陣のおかげでそれらの映画を上回っている」となっている。またトム・ハーディとジェームズ・ガンドルフィーニの演技に関しては多くの批評家が高く評価している。